# فایل سیستم ژورنالی
در مباحث ذخیره‌سازی، سیستم فایل ژورنالی به سیستم فایلی می‌گویند که تغییرات را قبل از اعمال کردن در سیستم فایل اصلی در ناحیه مخصوصی به نام ژورنال پیگیری و نگه‌داری می‌کند. اغلب اوقات، ناحیه ژورنال، ناحیه‌ای از سیستم فایل است که وقایع و تغییرات به صورت گردشی در آن ثبت می‌شوند. بدین ترتیب، در هنگام پیش‌آمدن مشکلی برای سیستم فایل همانند قطع شدن برق، سیستم فایل با کمترین احتمال خرابی می‌تواند به سرعت آماده به کار شود.